# Organtino di Mariano
Organtino di Mariano Bisconti (fl. XVI secolo) è stato un pittore italiano del periodo rinascimentale attivo a Perugia tra il 1529 e il 1564.

## Biografia
Dipinse la pala d'altare di Santa Margherita a Perugia, attualmente conservata al Palazzo dei Priori. Fu allievo di Giovanni Battista Caporali, e lavorò con lui nella chiesa di San Pietro a Perugia. Collaborò anche con Lattanzio Pagani.